# Lijst van voetbalinterlands Canada - Engeland (vrouwen)
Deze lijst van voetbalinterlands is een overzicht van alle officiële voetbalinterlands tussen de nationale vrouwenteams van Canada en Engeland. De landen hebben tot nu toe vijftien keer tegen elkaar gespeeld.

## Wedstrijden
| №  | Plaats         | Datum            | Competitie              | Wedstrijd         | Uitslag |
| -- | -------------- | ---------------- | ----------------------- | ----------------- | ------- |
| 1  | Helsingborg    | 6 juni 1995      | WK 1995                 | Engeland − Canada | 3 − 2   |
| 2  | Lachine        | 19 mei 2003      | Vriendschappelijk       | Canada − Engeland | 4 − 0   |
| 3  | Ottawa         | 22 mei 2003      | Vriendschappelijk       | Canada − Engeland | 4 − 0   |
| 4  | Nicosia        | 12 maart 2009    | Cyprus Women's Cup 2009 | Engeland − Canada | 3 − 1   |
| 5  | Nicosia        | 27 februari 2010 | Cyprus Women's Cup 2010 | Engeland − Canada | 0 − 1   |
| 6  | Nicosia        | 7 maart 2011     | Cyprus Women's Cup 2011 | Canada − Engeland | 2 − 0   |
| 7  | Nicosia        | 13 maart 2013    | Cyprus Women's Cup 2013 | Engeland − Canada | 1 − 0   |
| 8  | Rotherham      | 7 april 2013     | Vriendschappelijk       | Engeland − Canada | 1 − 0   |
| 9  | Nicosia        | 10 maart 2014    | Cyprus Women's Cup 2014 | Engeland − Canada | 2 − 0   |
| 10 | Larnaca        | 11 maart 2015    | Cyprus Women's Cup 2015 | Canada − Engeland | 0 − 1   |
| 11 | Hamilton       | 29 mei 2015      | Vriendschappelijk       | Canada − Engeland | 1 − 0   |
| 12 | Vancouver      | 27 juni 2015     | WK 2015                 | Engeland − Canada | 2 − 1   |
| 13 | Manchester     | 5 april 2019     | Vriendschappelijk       | Engeland − Canada | 0 − 1   |
| 14 | Stoke-on-Trent | 13 april 2021    | Vriendschappelijk       | Engeland − Canada | 0 − 2   |
| 15 | Middlesbrough  | 17 februari 2022 | Arnold Clark Cup 2022   | Engeland − Canada | 1 − 1   |

## Samenvatting
| Competitie         | Totaal gespeeld | Winst Canada | Gelijk | Winst Engeland | Doelsaldo Canada – Engeland |
| ------------------ | --------------- | ------------ | ------ | -------------- | --------------------------- |
| WK-eindronde       | 2               | 0            | 0      | 2              | 1 − 5                       |
| Cyprus Women's Cup | 6               | 2            | 0      | 4              | 4 − 7                       |
| Arnold Clark Cup   | 1               | 0            | 1      | 0              | 1 − 1                       |
| Vriendschappelijk  | 6               | 5            | 0      | 1              | 12 − 1                      |
| Totaal             | 15              | 7            | 1      | 7              | 20 − 14                     |